# Алты егет
«Алты егет» (рус. «Шесть джигитов») — башкирская народная песня, в конце XIX в. записанная С. Г. Рыбаковым и рассказывающая о шести джигитах, которые стали свататься к девушке.

## История
- Алты егет бергә килгән, 

Инһендәрме, еңгәкәй? 

Яусыларға килгән микән, 

Береһе бигерәк бәләкәй.
- Алтыһы алмаҫ, береһе алыр, 

Бәләкәйен керетмә. 

Бишеһенән береһен һайла, 

Ҡалған дүртен йөрөтмә.
- Байғужаның бисәһе бар, 

Һайлап торма уныһын. 

Сурағолда бисә тормай, 

Һайлаһаң — хур булырһың.
- Сәлихьянын һайлар инем, 

Аты ла юҡ йөрөргә. 

Киске кейәүем тимәһәң, 

Төҫө лә юҡ күрергә!
Иштуғаны иш була алмай; 

Күңелем төшмәй Хәйҙәргә. 

Инде, еңгәм, нишләйем һуң, 

Берәү ҙә юҡ һайларға!
- Берәүһен дә оҡшатмаһаң, 

Һайла шул бәләкәйен. 

Үҙең ҡарап үҫтерерһең

Туп кеүек кейәүкәйең!
«Алты егет» («Шесть егетов») является башкирской народной кыска-кюй песней.
В 1893 году С. Г. Рыбаковым в деревне Ташбулатово Верхнеуральского уезда Оренбургской губернии были записаны разные варианты песни. Тексты и ноты песни были записаны в книге «Музыка и песни уральских мусульман с очерком их быта».
Записи песни в разных вариантах записывались также Х. Ф. Ахметовым, З. Г. Исмагиловым, Л. Н. Лебединским и др.
Текст песни — шуточный диалог между свояченицей и снохой, повествующий о шести джигитах, сватающих девушку.
Мелодия имеет танцевальный характер с квадратной структурой.
Обработки песни проводились композиторами Х. Ф. Ахметовым — для голоса и фортепиано, и Ш. Ш. Ибрагимовым — для хора и фортепиано.

## Исполнители
Песня исполнялась и записывалась Лилией Ишемьяровой, Гульсум Бикбулатовой, Г. Сулеймановым и другими исполнителями.